# 蜻蜓計畫
蜻蜓计划是Google為了重返中國大陸市場而進行的計畫。于2018年8月1日被美國網路媒體The Intercept爆料。根據披露的內容，此計畫开始於2017年初，Google將为中国使用者建立一個定制版的搜尋引擎。中國政府可以查看蜻蜓計畫中資料庫的內容，並且以此過濾字詞與建立黑名單。並且，假如計畫順利且中國政府批准的話，此計畫中的审查版搜尋引擎原本預計在2019年2月到5月上线。
计划受到了Google员工的联署反对，《紐約時報》在8月16日公布一封1400名Google員工的聯署信，此聯署信要求Google暫停此計畫。
在2018年9月26日的一場參議院的聽證會中，Google隱私長恩萊特（Keith Enright）首度公開承認蜻蜓計畫存在。
2018年12月，Google公司在內外壓力下放弃蜻蜓計畫。Google发言人在接受美国之音採訪时没有否认这一消息。许多参与蜻蜓計畫的工程师被重新分配到与巴西，印度尼西亚，俄罗斯和其他国家相关的项目中。
2019年6月，非营利组织Open MIC在Google股東大會上提出決議要求Google停止為中國開發過濾版搜索引擎，但遭到Google反對，該決議未能在Google股東大會上通過。
2019年7月，Google公共政策副总裁卡倫·巴蒂亞在美國參議院司法委員會的听证会上，证实蜻蜓計畫已被「终止」。Google发言人也承認Google已没有在中国启用搜索服务的计划，且没有任何相关的开发正在进行中。

## 开发
据报道，蜻蜓搜索引擎旨在将用户的电话号码与他们的搜索查询联系起来，并审查维基百科等中国政府审查的网站和那些发布有关言论自由、人权、民主、宗教和其他中国政府认为敏感问题的信息的网站。它不是为了在搜索者想要的信息被审查时通知搜索者。2018年，The Intercept报道了由谷歌工程师撰写的内部备忘录，其中包含有关该项目的详细信息。根据其发布的去年11月12日的会议记录，Google的工程师和程序员已经开发了一个定制的Android应用程序，不同版本的代号为“茅台（Maotai）”和“龙飞（Longfei）”，该应用已向中国政府演示过。谷歌搜索引擎主管本·戈麦斯（Ben Gomes）表示，尽管未来“不可预测”，但他希望该应用在“六到九个月”内准备好推出。
谷歌高管在2018年表示，Dragonfly是“探索性的”，“处于早期阶段”，谷歌“还没有接近在中国推出搜索产品”。在2018年的一次演讲中，谷歌首席执行官孙达尔·皮柴谈到了蜻蜓，他说：“我们不知道我们是否可以或会在中国做到这一点，但我们认为探索对我们来说很重要”。他赞扬了这个计划，称它将为用户提供比目前在中国运营的其他搜索引擎更好的信息。他特别强调了谷歌提供有关某些医学治疗效果的准确搜索结果的能力。他还说，蜻蜓原型进行的审查范围将是有限的。如果项目成功启动，搜索引擎将退回1%的中国公民查询的结果，只有19%不会得到答复。他承认，有二十多人在负责蜻蜓的开发工作。
2018年，一位在Dragonfly上工作的工程师告诉 The Intercept，谷歌已将其隐私和安全团队排除在该项目之外。然而，谷歌的一位安全和隐私主管表示，她“没有看到任何边缘化”。谷歌发表声明称，隐私审查是“不可协商的”。

## 背景
2006年，谷歌正式开启在中国内地的业务（Google.cn），其审查功能为蜻蜓计划的开发奠定了基础。

## 投入与回报情况
2010年3月，当谷歌停止通过Google.cn为中国提供服务时，一直到2018年，中国的互联网用户数量增长了70%，达到7.72亿用户。这意味着，对于谷歌来说，其大部分收入来自搜索引擎上的广告，但重新进入中国搜索引擎市场的潜在利润是巨大的。然而，分析师表示，如果谷歌真的重新进入中国——无论是使用蜻蜓原型还是不同的搜索模式——它最初可能难以实现其收入目标。谷歌的广告策略具有很强的针对性：它涉及收集有关用户搜索历史的数据，并使用该数据向用户展示适用于他们的广告。谷歌错过了收集近十年来有关潜在中国用户的数据，这使得这种广告策略难以执行，至少在立即执行。此外，目前尚不清楚谷歌的搜索产品是否能够超越中国搜索引擎百度和搜狗，后者分别与Windows和微信等技术平台建立了正式建立（并令人垂涎）的合作伙伴关系。
由于谷歌不向中国用户开放，该公司希望找到某种方式进入中国市场。谷歌蜻蜓搜索引擎专为Android智能手机而设计。一旦此应用程序下载到智能手机，Dragonfly就可以很容易地被允许跟踪个人的搜索。这可能会引起中国消费者的担忧，因为如果他们要搜索被中国政府视为非法的东西，这些信息可能会导致审讯或其他法律后果。

## 回应

### 批评
蜻蜓计划一直受到严厉批评，特别是来自谷歌员工和用户的批评。
非政府組織「人權觀察」（Human Rights Watch）的高級研究員辛西娅・黄對The Intercept表示：「從隱私的角度來看，這麼做很有問題。這將允許更為詳細的追蹤行動和民眾行為分析。」
香港互聯網協會創會主席莫乃光則告訴紐約時報：「你永遠無法滿足審查單位，尤其是在中國。」
在The Intercept文章泄露该项目细节后不久，1,400名谷歌员工签署了一封信，要求提高蜻蜓的透明度，并对谷歌所做的工作的性质有更多的发言权。2018年，国际特赦组织向谷歌管理层发出公开信，谴责该项目是“谷歌在人权问题上令人震惊的投降”，并呼吁取消该项目。一些谷歌员工撰写了一篇Medium文章来支持国际特赦组织。他们认为，“蜻蜓”的推出将为在其他国家实施审查的谷歌服务开创先例，并对“蜻蜓”有可能为中国广泛的国家监控计划做出贡献表示担忧。有传言称，中国正在发展一种“社会信用体系”，根据每个公民的行为给每个人一个“分数”，无论是在线上还是线下。例如，购买酒精和乱穿马路会降低公民的分数，而购买尿布会增加分数。法律要求中国企业向政府披露他们收集的消费者数据，大概部分原因是为了可以用来计算这些分数。分析师认为，如果蜻蜓成为现实，谷歌可能被迫这样做。
在The Intercept发表了第二篇关于该项目的文章，声称谷歌绕过了蜻蜓的标准安全和隐私检查之后，谷歌工程师方禮真在推特上提出了一项建议，要求谷歌全球员工罢工。她写道，如果谷歌在没有进行彻底的安全和隐私审查的情况下推出Dragonfly，或者有证据表明谷歌安全和隐私团队成员被胁迫批准该项目，那么发起罢工的“红线”将被越过。方启动了一个先发制人的“罢工基金”，旨在支持谷歌员工离职。
政界人士也发声了。2018年，前副总统迈克·彭斯呼吁停止开发蜻蜓，并表示，如果该项目正式推出，它将加强共产党的审查制度，并损害中国客户的隐私。参议员马克·沃纳就该项目批评了中国政府和谷歌，称“蜻蜓”证明了中国在“招募西方公司参与其信息控制工作”方面的成功。
參謀長聯席會議主席约瑟夫·邓福德将军也批评了谷歌，称谷歌继续投资专制的共产主义中国“令人费解”，中国使用审查技术来限制自由和镇压网络言论，并且拥有伤害美国公司的知识产权和专利盗窃的悠久历史，同时没有与五角大楼续签进一步的研发合作。他说：“我不确定谷歌的人是否会享受一个由俄罗斯或中国的规范和标准决定的世界秩序。”他敦促谷歌直接与美国政府合作，而不是对中国进行有争议的进军。

### 支持
根據路透社訪問的Google前員工透露，Google高層似乎認為提供有限的搜尋比什麼都不做好。
尽管批评声音强烈，仍有一群Google员工表示支持此计划。2018年11月，一名Google员工向TechCrunch写了匿名信，呼吁蜻蜓计划继续，因为这和Google的使命“ 整合全球信息，供大众使用，让人人受益”相符。匿名信声称尽管蜻蜓计划可能“弊大于利”，它的价值在于指明了“在中国可能奏效的其他路线”。3名中国的Google员工表示支持该计划，并提到打造百度和搜狗的竞争者很有必要。

## 資料來源
1. 1 2 3  Gallagher, Ryan. . The Intercept. 2018-08-01  [2018-09-24]. （原始内容存档于2018-08-01） （美国英语）.
2. 1 2 3 4  .   [2018-09-24]. （原始内容存档于2021-05-06） （英语）.
3. 1 2 3  Storm.mg. .   [2018-09-24]. （原始内容存档于2020-10-21） （中文（臺灣））.
4. 1 2  . （原始内容存档于2019-06-04）.
5. ↑  .   [2018-09-29]. （原始内容存档于2020-08-06）.
6. ↑  .   [2018-12-18]. （原始内容存档于2019-04-04）.
7. ↑  .   [2019-06-21]. （原始内容存档于2019-07-02）.
8. ↑  .   [2019-07-18]. （原始内容存档于2019-07-18）.
9. ↑  pigsrollaroundinthem (编). . Solidot. 2018-08-01  [2024-10-13]. （原始内容存档于2018-08-01）.
10. ↑  .   [2018-09-24]. （原始内容存档于2018-09-24）.
11. ↑  . 商業周刊 - 商周.com.   [2018-09-24]. （原始内容存档于2018-10-17） （中文（臺灣））.
12. ↑  .   [2018-09-24]. （原始内容存档于2018-09-24）.
13. 1 2  . TechCrunch. 2018-11-28  [2021-10-20]. （原始内容存档于2022-03-19） （美国英语）.
14. ↑  Hu, Krystal. . Yahoo! Finance. 2018-11-30  [2021-10-20]. （原始内容存档于2022-05-25）.